# CXXC1
CXXC 유형 아연 손가락 단백질 1(CXXC1) 또는 PHD 손가락 CXXC 도메인 함유 단백질 1(PCCX1) 또는 CpG 결합 단백질(CGBP)은 인간에서 CXXC1 유전자에 의해 암호화되는 단백질이다.
CXXC1과 같은 DNA 결합 도메인 내에 CXXC 주제를 포함하는 단백질은 CpG 서열을 인식하고 유전자 발현을 조절한다.